# Metatórax
El metatórax es el último de los tres segmentos del tórax de los insectos. Sus principales escleritos (placas exoesqueléticas) son el metanoto (dorsal), el metasterno (ventral), y las metapleuras (laterales). Lleva el tercer par de patas y, en los insectos pterigotos, el segundo par de alas o alas metatorácicas.
En los dípteros, las alas metatorácicas están reducidas a halterios y en algunas especies de coleópteros están reducidas o atrofiadas por completo. En los himenópteros apócritos el primer segmento abdominal está fusionado al metatórax formando una única estructura denominada propodeo (la estrecha cintura de avispas y hormigas).